# 安妮絲·蘇雷
安妮絲·蘇雷（法語：Agnès Souret，1902年1月21日—1928年9月30日）出生於法國新亞奎丹大區大西洋庇里牛斯省的巴约讷，是法國首任的法國小姐。

## 生平
1920年報紙經營者莫里斯·德·瓦萊夫倡議舉辦「la plus belle femme de France」（法國最美麗的女人；法國小姐的前稱），她當時年僅17歲，寫了一封信寄給莫里斯·德·瓦萊夫，當年共有2,063名參賽者，當中19名進入最後的決賽，而她在最後的投票階段勝出，成為首任的法國小姐。
她開始了成名之路，成為模特兒、演員、舞者，也曾經在女神遊樂廳工作，不過好景不常在1928年9月30日，在阿根廷巡迴演出的時候死於腹膜炎。

## 相關連結
- imdb：Agnès Souret （页面存档备份，存于）